# Henrik Scharling
Carl Henrik Scharling (født 3. maj 1836 i København, død  6. juni 1920 på Frederiksberg) var en dansk teolog, professor og forfatter. Han er kendt for at have skrevet Ved Nytaarstid i Nøddebo Præstegaard, romanforlægget for komedien Nøddebo Præstegård, en dansk succes på både scenen og i filmudgaven. Han var desuden rektor ved Københavns Universitet i to omgange. Carl Henrik Scharling blev Ridder af Dannebrogordenen 1883, Dannebrogsmand 1890 og Kommandør af 2. grad 1895.

## Forfatterskab
Scharling blev student fra Metropolitanskolen 1854 og cand. theol. 1859. I 1860 påbegyndte Carl Henrik Scharling en treårig rejse. Han besøgte England, Frankrig, Holland, Tyskland, Italien, Schweiz, Palæstina og Egypten. Under pseudonymet "Nicolai, 18 Aar gammel" udsendte han fra rejsen Ved Nytaarstid i Nøddebo Præstegaard (1862). Fortsættelsen af Ved Nytaarstid i Nøddebo var påskønnet: Min Hustru og jeg, Fortælling af Nicolai, ung Ægtemand (1875).

## Familie
Faderen Carl Emil Scharling var professor i teologi. Hustruen Elisabeth Marie, født Tuxen (1842-94), datter af direktør ved Orlogsværftet Nicolai Elias Tuxen blev født på Christianshavn. Sønnen Carl Immanuel Scharling (1879-1951) blev biskop i Ribe Stift. Datteren Margrethe Scharling (1893-1970) blev gift med emeritus Christoffer Carl P. Dragsdahl, som var præst ved Grevinge kirke i 34 år indtil 1952. 
Carl Henrik Scharling er begravet på Assistens Kirkegård.